# Extensive
Az eXtensive magyar pop-rock-punk zenekar 2012 júniusában alakult meg. A háromtagú együttest Héjja Krisztián énekes-gitáros, Horvay Máté énekes-basszusgitáros és Vass Márton dobos alkotja. Első középlemezük, a hat számból álló eXtensive 2013. június 30-án jelent meg, s kizárólag angol nyelvű dalokat tartalmaz.
Az együttes számait főleg Héjja Krisztián írja, a működés első évében huszonöt szerzemény született, közülük a legismertebb a Duck, amelyet 2013. augusztus 18-án a Class FM rádió is lejátszott. Első koncertjüket 2012. augusztus 4-én adták. 2012. október 30-án a budapesti Dürer kertben az amerikai There For Tomorrow, valamint az angol Kyoto Drive együttesek előzenekaraként léptek fel.
2014-ben az együttes bekerült A Dal 2014 eurovíziós nemzeti dalválasztó show elődöntőjébe Help Me című dalukkal.
2015 januárjában Dolmán Attilát Vass Márton váltotta a dobnál.